# Клан Вейр
Клан Вейр (шотл. – Clan Weir) – один з кланів рівнинної частини Шотландії – Лоуленду. На сьогодні клан Вейс не має визнаного герольдами Шотландії вождя, тому називається «кланом зброєносців». 
Гасло клану: Vero Nihil Veriu – Нічого крім правди (лат.)

## Історія клану Вейр
Назва клану Вейр походить від норманського слова Vere – істина, істинно. Прізвище Вейр нині часто зустрічається в Ланаркширі та інших частинах Шотландії. 
Вперше клан Вейр згадується в історичних документах Шотландії в XII столітті – згадується Ральф де Вірі (Радульфус де Вере) - Radulphus de Vere. Він був сином Обрі (шотл. -  Aubrey) – І графа Оксфорда, фламандського походження, його предки переселилися в Англію, імовірно, в часи Вільгельма Завойовника. Ральф де Вірі переселився в Шотландію в 1165 році, служив королю Вільяму Леву. Він брав участь у битві під Алнік в 1174 році, був захоплений ворогами в полон разом з королем. 
Нащадки Ральфа де Вірі жили в Ланаркширі, його онук Річард де Вер був власником земель та бароном Блеквуд (Чорного Лісу) в 1296 році. У тому ж році Річард де Вер присягнув на вірність королю Англії Едварду І Довгоногому і підписав присягу «Рагман Роллс». У тому ж році шериф Единбурга повернув Томасу де Вер конфісковані у нього землі.
У 1400 році на маєток Блеквуд (Чорного Лісу) Рохальд Вейр отримав королівську грамоту. Крім того Рохальд Вейр отримав чимало земель в Келсо, де колись його предок Ральф у XII столітті подарував землю абатству. 
Клан Вейр згадується у документах 1489 року, коли Джордж Вейр взяв участь у спаленні міста Думбартон. 
У 1532 році Алан Локхарт отримав смертний вирок за вбивство Девіда Вейра та Ральфа Вейра, але вирок так і не був здійснений. 
Одним із найвідоміших людей з клану Вейр був майор Томас Вейр, що жив в Единбурзі і був капітаном міської варти. Пізніше він став ревним проповідником протестантизму, виступав на молитовних зборах протестантів. Саме на таких зборах він якось зізнався в чаклунстві та в інцесті. За це його судили і спалили на вогнищі. Він був останньою людиною в Шотландії, яку спалили на вогнищі за чаклунство. 
«Вейр Хермістон» - назва останнього незавершеного роману Роберта Льюїса Стівенсона. У романі розповідається трагічна історія Адама Вейра – лорда Хермістона та його сина Арчі, якому він виніс смертний вирок.
Джеймс Вейр заснував інженерну компанію «Джеймс Вейр та компанія» (шотл. - G. & J. Weir & Co) в місті Кеткарт в XIX столітті. 
Клан Вейр вважається зброєносцем кланів Б'юкенен, МакНотен, МакФарлан.
У Чорному Лісі був маєток гілки вождів клану Вейр – Де Верес. Будинок ще називали Стоунбаєрс Естейт. Там жили вожді клану з XV століття до 1845 року. Будинок був зруйнований у 1834 році, але і досі знавці і старожили показують, де він стояв. 

## Відомі і видатні люди клану Вейр
- Вільям Дуглас Вейр (шотл. - William Douglas Weir) – І віконт Вейр (1877 - 1959) - шотландський промисловець, народився в Глазго. Під час Першої світової війни він почав випускати вибухівку та снаряди до гармат, а в 1919 році він став міністром озброєння. Він був посвячений в лицарі у 1917 році. У 1918 році він став президентом Ради Айру і йому було присвоєно титул пера, як барону Вейр. Він був призначений таємним радником в тому ж році. У 1925 році Вільям Дуглас Вейр очолював урядовий комітет для планування раціоналізації електроенергетики Сполученого Королівства, і його висновки призвели до прийняття Закону 1926 року щодо електроенергії та національної мережі електроенергії. У 1938 році він отримав титул віконта Вейр Іствуд.
- Сер Джон Вейр (шотл. - Sir John Weir) (1879 – 1971) – королівський лікар кількох монархів XX століття. Народився в Пейслі в Ренфруширі. Був королівським лікарем короля Георга V, потім лікарем короля Едуарда VIII, короля Георга VI, королеви Єлизавети II, короля Норвегії Хокона VII, чия дружина королева Мод була молодшою дочкою короля Едуарда VII. Доктор Вейр отримав медичну освіту в Університеті Глазго у 1907 році, потім працював в лікарні в Лондоні, як і в лікар-консультант в Чикаго. У 1910 році доктор Вейр був призначений професором Materia Medica в Комптон Бернетт. У 1923 році він став президентом факультету гомеопатії. Доктор Вейр зробив доповідь про гомеопатію в Королівському товаристві медицини в 1932 році, і був посвячений у лицарі королем Георгорм V того ж року. Він створив у Манчестері гомеопатичний диспансер, відкрив на Оксфорд-стріт інститут, а в травні 1939 року сер Джон Вейр сказав: « гомеопатія це ніяка не релігії, не секта, не примха, не дурниця ... засоби лікування не діють не безпосередньо на захворювання; вони просто стимулюють життєві реакції пацієнта, і це змушує його вилікувати себе.» Отримавши Королівський Вікторіанський орден, він був нагороджений Вікторіанським Королівським Ланцюгом у 1947 році, в знак медичної допомоги, яку він надавав хворому королю Георгу VI.